# Hedwig von Bibow
Hedwig von Bibow (vor 1898 in Gresen – nach 1904) war eine deutsche Opernsängerin (Mezzosopran).

## Leben
Die Tochter eines Steuer-Revisionsinspektors und pensionierten Hauptmanns erhielt ihre Ausbildung bei Paul Stern und Marie von Höfler. Nachdem sie sich zwei Winter hindurch als Konzertsängerin betätigt hatte, wurde sie 1900 ans königliche Opernhaus engagiert, woselbst sie als „Piep-Bo“ in Der Mikado debütierte.
1904 spielte sie in Bayreuth „Siegrune“ in Die Walküre.